# O Invencível (filme de 1956)
O Invencível (Aparajito) é um filme de drama da Índia de 1956, realizado por Satyajit Ray com fotografia de Subrata Mitra.
Em Portugal também foi distribuído como O Invicto.

## Resumo
A segunda da Trilogia-APU de Ray é uma comovente e bela história filmada sobre a vida e a morte no seio de uma família Hindu, da qual o filho Apu (Ghosal) vai estudar para Calcutá.
O argumento é do realizador baseado no romance de Bibhuti Bhushan Bandopadhaya.

## Elenco
- Pinaki Sen Gupta
- Smaran Ghosal
- Karuna Banerjee
- Ramani Sen Gupta
- Kanu Banerjee
- Subhodh Ganguly
- K.S. Pandey
- Kali Charan Ray
- Sudipta Ray